# Isla del Cabo Bretón
La isla de Cabo Bretón (del inglés: Cape Breton Island); (del francés: Île du Cap-Breton), es una extensa isla de Nueva Escocia, en la costa atlántica de Canadá.

## Historia

### Historia temprana
Los primeros residentes en la isla del Cabo Bretón probablemente fueron nativos marítimos arcaicos, antepasados de los micmacs. Estos pueblos y su progenie habitaron la isla (conocida como Unama'ki) durante varios miles de años y continúan viviendo allí hasta el día de hoy. Su estilo de vida tradicional se centraba en la caza y en la pesca debido a las desfavorables condiciones agrícolas de su hogar marítimo. Sin embargo, ese estilo de vida centrado en el océano los convirtió en uno de los primeros pueblos indígenas en descubrir a los exploradores y marineros europeos que pescaban en el estuario de San Lorenzo. Según los informes, John Cabot habría visitado la isla en 1497. Sin embargo, los relatos y mapas europeos del período son de muy baja calidad para asegurarse de si Cabot visitó Terranova o la isla de Cabo Bretón por primera vez. Este descubrimiento es conmemorado por el sendero Cabot Trail y por el sitio histórico y el parque provincial de Cabot's Landing (Cabot's Landing Historic Site & Provincial Park), cerca del pueblo de Dingwall.
Los micmacs locales comenzaron a comerciar con los pescadores europeos cuando los pescadores comenzaron a desembarcar en sus territorios ya en la década de 1520. Alrededor de 1521-1522, los portugueses bajo João Álvares Fagundes establecieron una colonia de pescadores en la isla. Alrededor de doscientos colonos vivían en una aldea, cuyo nombre se desconoce, ubicada según algunos historiadores en lo que ahora es Ingonish en la península noreste de la isla. Esos pescadores comerciaban con la población local pero no mantenían un asentamiento permanente. El destino de esa colonia portuguesa es desconocido, pero se menciona hasta 1570.

### Historia reciente
A partir del siglo XVII cambió de manos en varias ocasiones, fruto de sucesivas tomas en conflictos bélicos por los ingleses, y cesiones posteriores a Francia por acuerdos de paz.
- Como toda Nueva Escocia, durante la guerra de los Nueve Años o de la Gran Alianza contra Francia (1688-1697) fue ocupada por británicos y agregada a la colonia de Massachusetts, pero en los tratados firmados al final de la misma se volvió a ceder a Francia: Tratado de Rijswijk 20 de septiembre de 1697.

- El territorio de Nueva Escocia fue reconquistado por fuerzas británicas durante la guerra de la reina Ana, que es como se conoce el conflicto de guerra de sucesión española en el escenario norteamericano. El Tratado de Utrecht (1713) devuelve a Francia la posesión de la isla del Príncipe Eduardo (Île St Jean) y la Isla de Cabo Bretón (Île Royal), en la que construyeron la fortaleza de Louisbourg para vigilar las vías marítimas que se dirigen al río San Lorenzo.

- La fortaleza de Louisbourg sería tomada por británicos en 1745, en el curso de la guerra de sucesión austriaca (1740-1748), conocida como Guerra del rey Jorge en su escenario americano. El Tratado de Aquisgrán (1748), que puso fin a dicho conflicto, estipuló la devolución a Francia de dicha fortaleza.

- Louisbourg sería nuevamente tomada (batalla de Louisbourg, junio-julio de 1758) por una tropa mixta de soldados del Ejército británico y habitantes de las colonias americanas, durante la guerra franco-indígena, que es como se conoce al frente norteamericano de la guerra de los Siete Años. Una vez en manos inglesas (antes incluso de la batalla de las Llanuras de Abraham, que abriría paso a la conquista del Quebec), los británicos destruyeron la fortaleza de Louisbourg con explosivos para evitar que pudiera volver a ser usada por los franceses si la retomaban fruto de algún nuevo tratado de paz.

Quedaría ratificada la posesión inglesa por el Tratado de París (1763) al recibir Gran Bretaña todos los territorios franceses en el Canadá.

## Geografía

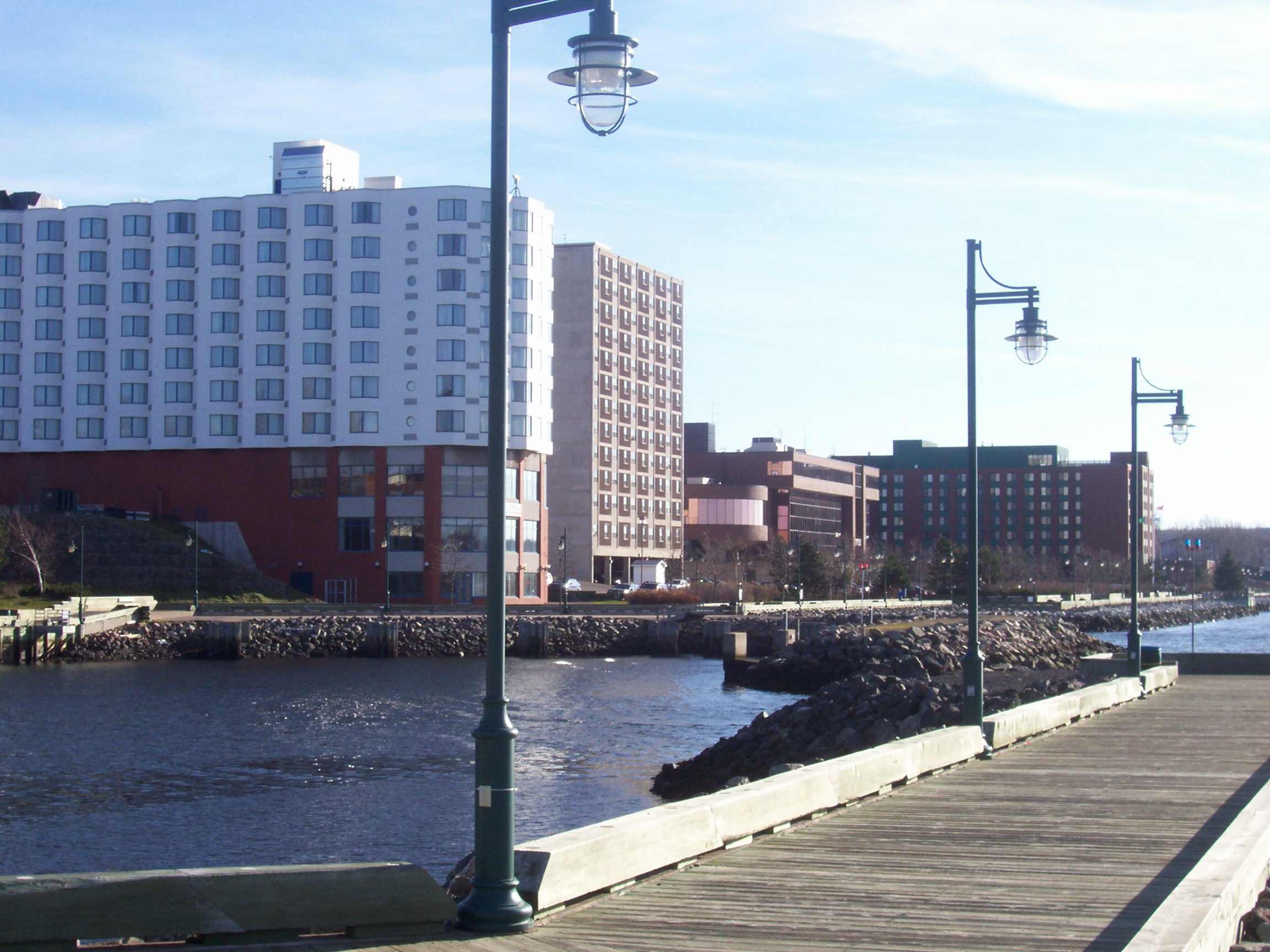
El paseo marítimo de Sydney, punto focal del mayor centro de población en la isla del Cabo Bretón

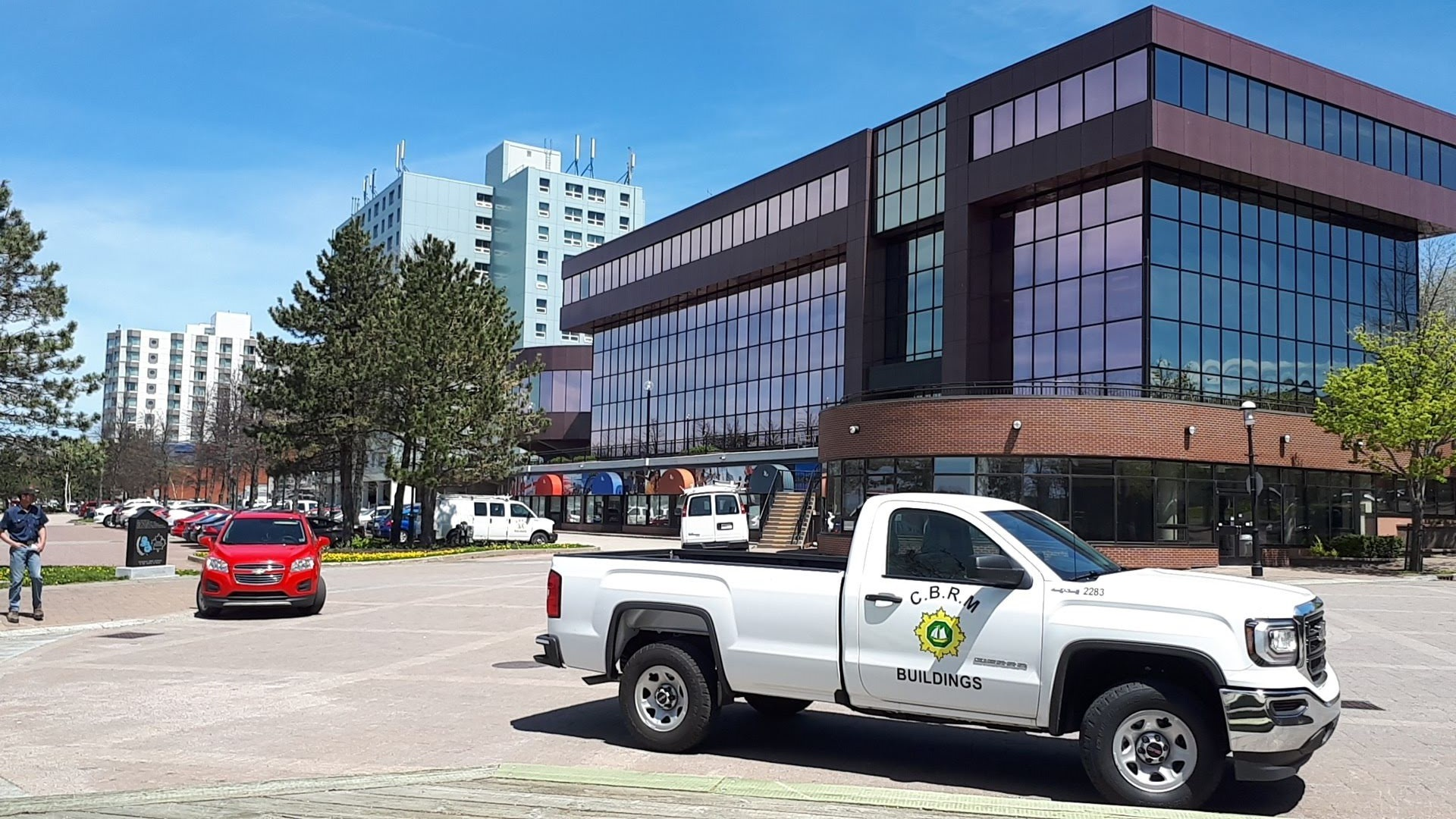
El centro de Sídney alberga el Ayuntamiento (derecha), así como complejos de apartamentos y hoteles.

La isla tiene una superficie de 10 311 kilómetros cuadrados (3981,1 mi²), por lo que es la 77.ª mayor del mundo y la 18.ª de Canadá. La isla del Cabo Bretón está compuesta principalmente por costas rocosas, tierras de cultivo onduladas, valles glaciares, promontorios áridos, montañas, bosques y mesetas. La evidencia geológica sugiere que al menos parte de la isla estuvo unida a las actuales Escocia y Noruega, ahora separadas por millones de años de tectónica de placas. La parte norte de la isla está dominada por las Cape Breton Highlands Tierras Altas del Cabo Bretón, comúnmente acortadas simplemente como las "Highlands" [Tierras Altas], que son una extensión de la cadena montañosa de los Apalaches. Las Highlands comprenden las porciones norteñas de los condados de Inverness y de Victoria. En 1936, el gobierno federal estableció el parque nacional Cape Breton Highlands, que protege 949 kilómetros cuadrados (366,4 mi²) en el tercio norte de las Highlands. La carretera escénica de Cabot Trail también rodea el perímetro costero de la meseta.
Entre las características hidrológicas de la isla destaca el sistema del lago Bras d'Or, un fiordo de agua salada en el corazón de la isla, y los lagos de agua dulce de Ainslie, del sistema del río Margaree y del río Mira. Son innumerables los ríos y arroyos más pequeños que desembocan en el estuario del lago Bras d'Or y en las costas del golfo de San Lorenzo y el Atlántico.
La isla del Cabo Bretón está unida al continente por la  Canso Causeway, que se completó en 1955, permitiendo el tráfico directo por carretera y ferrocarril hacia y desde la isla, pero que requiere que el tráfico marítimo pase por el canal de Canso en el extremo oriental del pedraplén.
La isla, administrativamente, está dividida en cuatro condados: Cape Breton, Inverness, Richmond y Victoria.
El clima se caracteriza por los veranos suaves, a menudo agradablemente cálidos, e inviernos fríos, aunque la proximidad al océano Atlántico y a la corriente del Golfo modera el frío extremo del invierno que se encuentra en el continente, especialmente en el lado este que se enfrenta al Atlántico. La precipitación es abundante durante todo el año, con totales anuales de hasta 60 pulgadas en el lado este frente a las tormentas del Atlántico. En invierno se dan nevadas considerables, especialmente en las tierras altas.